# Платформа Діалог Євразії

Платформа Діалог Євразії — Міжнародна недержавна організація. Працює з 1998 року. В її діяльності активну участь беруть учені, громадські діячі, письменники, журналісти, діячі мистецтва та інші добровольці з більш ніж 20 країн світу, від Монголії до Албанії.
Ініціатор створення і перший Голова Платформи — Чингіз Айтматов. У 2011 р. Голова Платформи — Володимир Сергійчук, професор-історик Київського національного університету імені Т. Г. Шевченка.

Голови Платформи «ДА» з 2000 р.:

- 2000 — 2002 рр. Чингіз Айтматов.
- 2002 — 2004 рр. Анар, голова Спілки письменників Азербайджану, Азербайджан.
- 2004 — 2006 рр. Ільбер Ортайли, професор, доктор історичних наук, генеральний директор палацу-музею Топкапи, Туреччина.
- 2006 — 2008 рр. Ростислав Рибаков, професор, доктор історичних наук, директор Інституту сходознавства РАН, Російська Федерація.
- 2008 — 2010 рр. Нурлан Оразалін, голова спілки письменників Республіки Казахстан.

У 2010 р. головою Платформи обраний Володимир Сергійчук, професор Київського національного університету імені Тараса Шевченка, доктор історичних наук (Україна).

Платформа ставить перед собою завдання розвивати діалог між народами, що проживають в євроазійському регіоні; виробляти стратегію і проекти, що сприяють соціальному, економічному, політичному і культурному розвитку регіону з урахуванням місцевих традицій, пов'язаних з певними релігійними, етичними, інтелектуальними цінностями і критеріями справедливості; збирати і поширювати інформацію про здобутки регіону, враховуючи їх універсальний або локальний характер і сприяти перетворенню цих досягнень в надбання народів, держав і всього людства.

Головою Українського національного комітету Платформи «Діалог Євразії» у 2010 році обрано професора Сергія Телешуна.